# Beyle (Vorname)
Beyle (jiddisch: בײלע) ist ein weiblicher Vorname.

## Herkunft und Bedeutung
Der im Jiddischen (selten) verwendete Vorname stammt von einem slawischen Wort, das weiß bedeutet.
Varianten sind Baila und Beylke.

## Bekannte Namensträgerinnen
- Beyle Schaechter-Gottesman (1920–2013), jiddische Dichterin und Songschreiberin